# Załuski (Płońsk)
Pour les articles homonymes, voir Załuski.
Załuski (prononciation : [zaˈwuski]) est un village polonais de la gmina de Załuski dans le powiat de Płońsk de la voïvodie de Mazovie dans le centre-est de la Pologne.
Le village est le siège administratif (chef-lieu) de la gmina appelée gmina de Załuski.
Il se situe à environ 18 kilomètres au sud-est de Płońsk (siège du powiat) et à 46 kilomètres au nord-ouest de Varsovie (capitale de la Pologne).

## Histoire
De 1975 à 1998, le village appartenait administrativement à la voïvodie de Ciechanów.